# Langbetten von Wietrzychowice
Die Langbetten von Wietrzychowice sind eine Gruppe von fünf megalithischen Grabanlagen der jungsteinzeitlichen Trichterbecherkultur bei Wietrzychowice, einem Dorf bei Izbica Kujawska in der Woiwodschaft Kujawien-Pommern in Polen. Alle Gräber besitzen die für Kujawien typische Form eines langgestreckten dreieckigen Hügels. Die Anlagen wurden 1934–36 sowie 1967–69 unter Leitung von Konrad Jażdżewski und Stanisław Madajski ausgegraben und rekonstruiert.

## Lage
Die Gräber befinden sich knapp 1 km südöstlich von Wietrzychowice in einem Park. Sie sind durch einen beschilderten Lehrpfad touristisch erschlossen. Die Anlagen liegen in einer von Südwesten nach Nordosten verlaufenden Linie nur wenige Meter voneinander entfernt. In der näheren Umgebung gibt es mehrere weitere Langbetten. 2,7 km westnordwestlich liegen die drei Langbetten von Obałki, 6,9 km westsüdwestlich die beiden Langbetten von Wólka Komorowska und 9,3 km westsüdwestlich das Langbett von Gaj.

## Beschreibung

### Grab 1

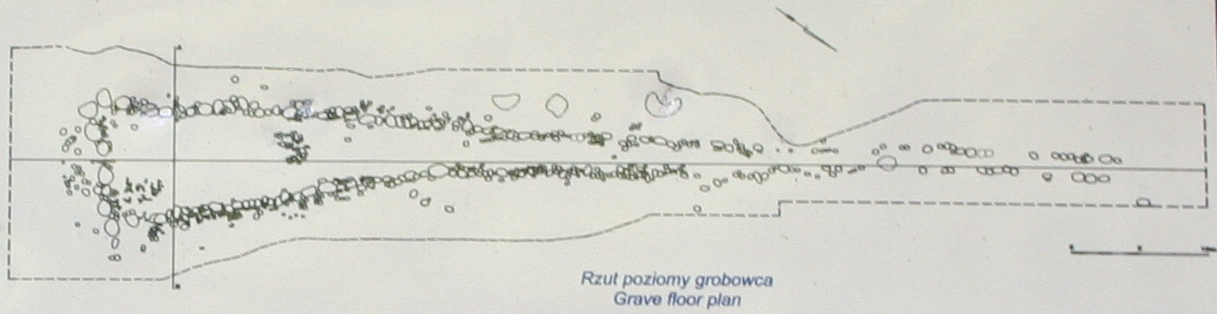
Grundriss von Grab 1

Grab 1 besitzt einen langgestreckten, nordwest-südöstlich orientierten Hügel in Form eines unregelmäßigen Dreiecks. Der Hügel hat eine Länge von 76 m und eine Breite von 10 m an der südöstlichen Stirnseite. Die Hügelschüttung ist mit Steinen eingefasst, wobei die sieben Steine an der Stirnseite deutlich größer sind als die an den Langseiten. Die Zwischenräume der großen Umfassungssteine waren mit kleineren Steinen verfüllt. In der Mitte der Stirnseite wurde eine Lücke in der Umfassung festgestellt. Dort befand sich wahrscheinlich der Eingang zu einer nicht erhaltenen hölzernen Kultkammer. Im südöstlichen Teil des Hügels wurden zwei Steinpflaster festgestellt, die vermutlich als Begräbnisstellen gedient hatten. Es konnten hier allerdings weder Knochenreste noch Grabbeigaben festgestellt werden. Aus der Hügelschüttung stammen über 400 Fundstücke. Hierbei handelt es sich um Keramikscherben, Feuerstein-Werkzeuge, Spinnwirtel, Holzkohle, Lehm und Tierknochen.

### Grab 2

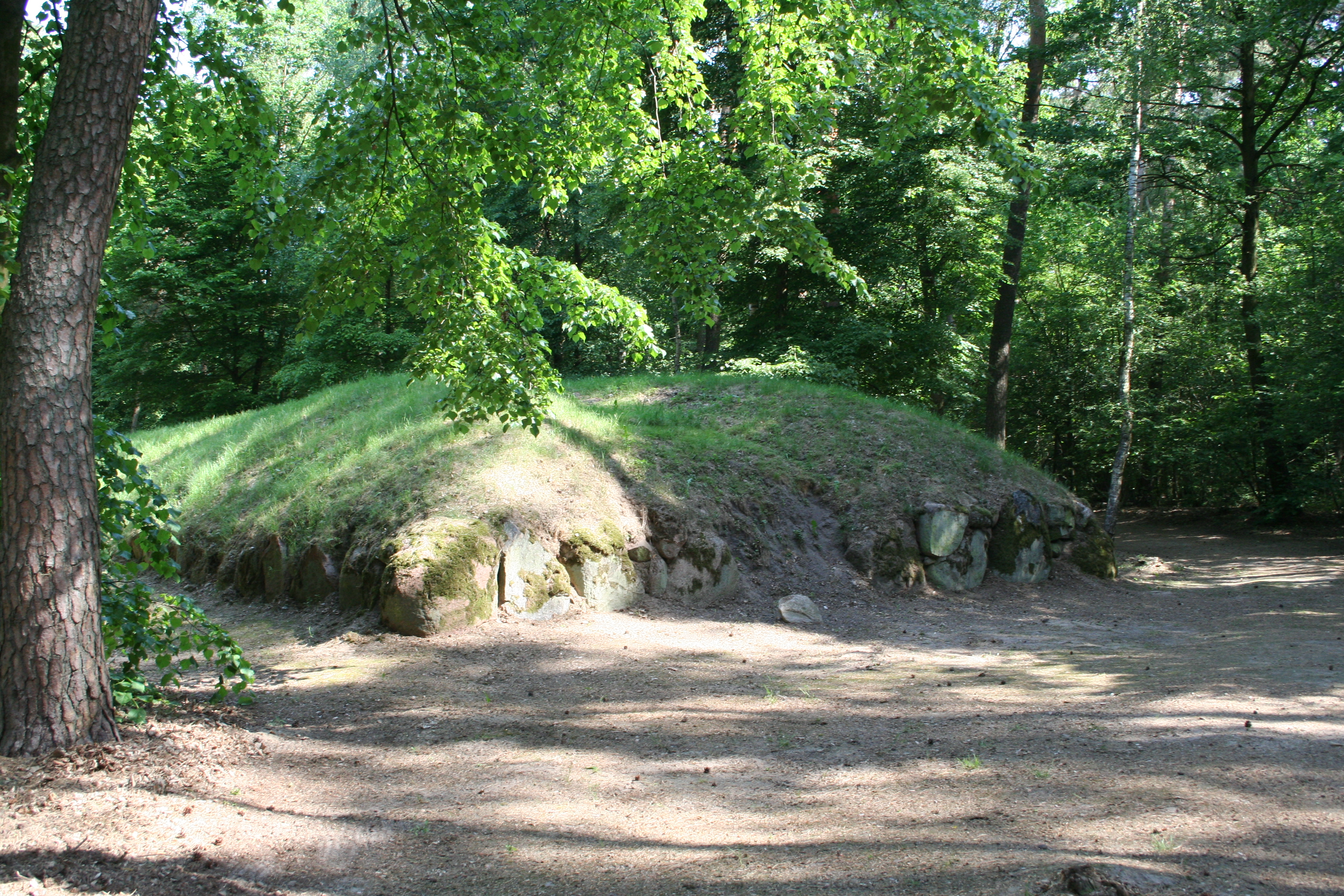
Grab 2

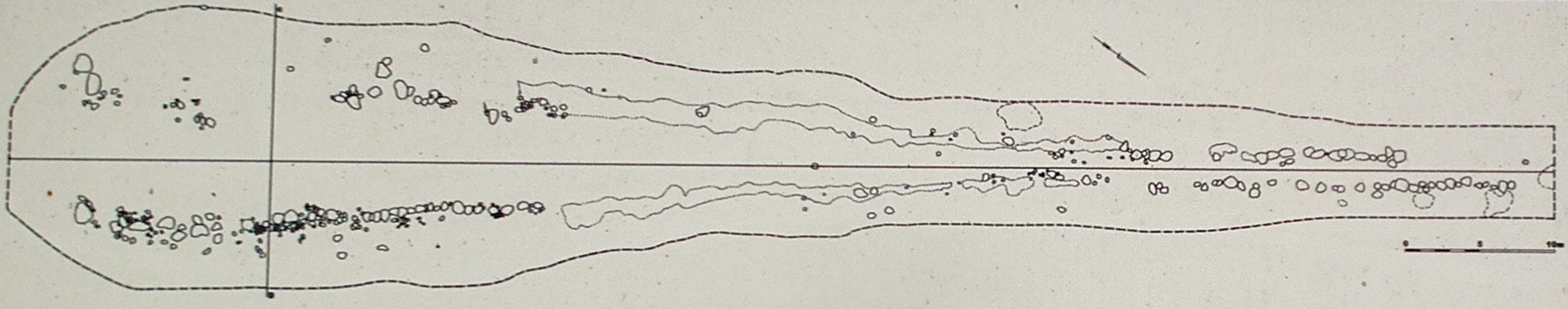
Grundriss von Grab 2

Grab 2 besitzt einen langgestreckten, nordwest-südöstlich orientierten dreieckigen Hügel. Der Hügel hat eine Länge von 93 m und eine Breite von 9 m an der südöstlichen Stirnseite. Die steinerne Umfassung ist schlechter erhalten als bei Grab 1. Die Anlage wies eine einzelne Bestattung auf. Bei dem Toten handelte es sich um einen etwa 50 Jahre alten Mann. Er lag direkt auf dem Boden entlang der Längsachse der Anlage, der Kopf wies nach Nordosten. Das Grab wies weder erkennbare Einbauten noch Beigaben auf. Aus der Hügelschüttung stammen über 200 Fundstücke, hauptsächlich Keramikscherben, aber auch Stein- und Feuerstein-Werkzeuge, Holzkohle sowie ein Vogelknochen.

### Grab 3

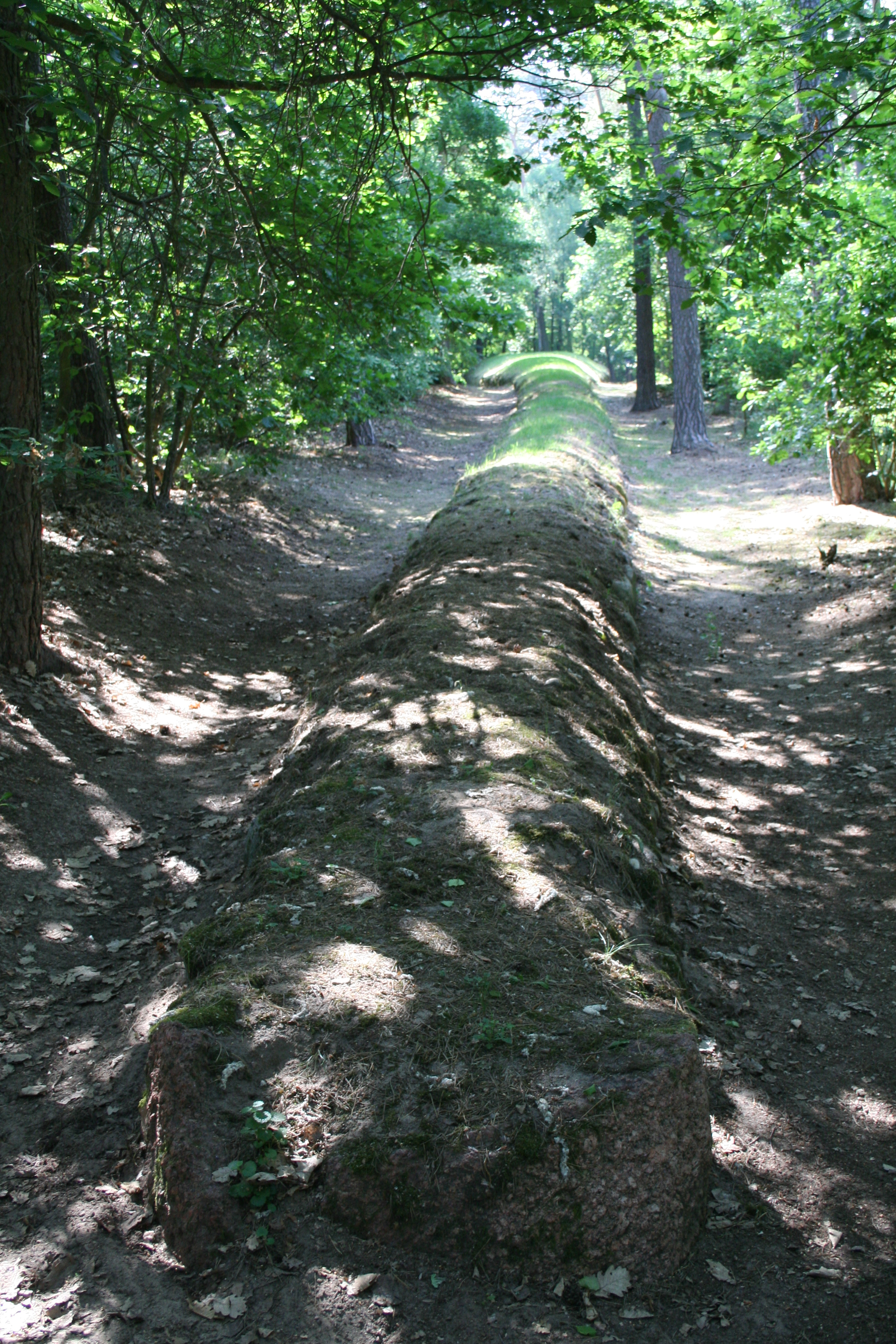
Grab 3

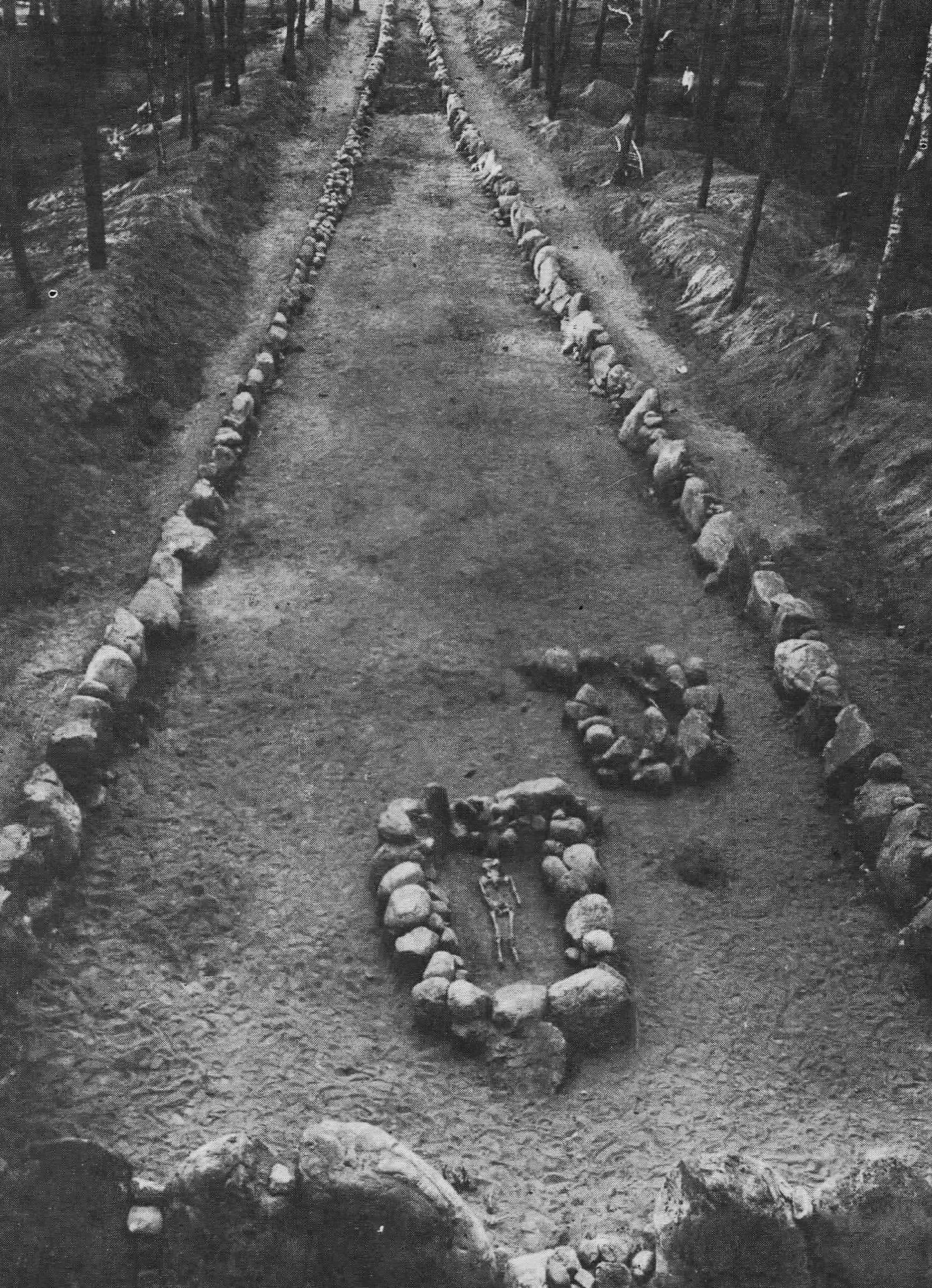
Die freigelegten Begräbnisse in Grab 3

Grab 3 besitzt einen langgestreckten, nordwest-südöstlich orientierten dreieckigen Hügel. Mit einer Länge von 115 m handelt es sich um die größte Anlage in Wietrzychowice. Die Breite an der Stirnseite beträgt 10 m. Die steinerne Umfassung ist gut erhalten. An der Stirnseite stehen acht große Steine mit einer Höhe von bis zu 1,5 m. Die Zwischenräume der großen Umfassungssteine waren mit kleineren Steinen verfüllt. In der Mitte der Stirnseite befindet sich eine Lücke. Hier befand sich wahrscheinlich der Eingang zu einer nicht erhaltenen hölzernen Kultkammer. Die Lücke sowie ein kleiner Vorbereich weisen ein Pflaster aus kleinen Steinen auf.
2 m hinter dem Eingang befindet sich ein Grab. Es ist rechteckig und von großen Steinen eingefasst. In dem Grab lag das Skelett eines Mannes. Der Tote lag direkt auf dem Boden in gestreckter Rückenlage entlang der Längsachse des Grabes mit dem Kopf nach Nordwesten. Die einzige Grabbeigabe war ein Feuerstein-Messer. Das Grab war mit Erde verfüllt und mit Rollsteinen abgedeckt.
Unmittelbar nördlich hiervon wurde ein zweites Grab festgestellt. Es war ähnlich aufgebaut wie das erste, aber etwas kleiner und weniger sorgfältig ausgeführt. Es wies ebenfalls eine Bestattung in gestreckter Rückenlage mit dem Kopf im Nordwesten auf. Grabbeigaben konnten hier nicht festgestellt werden.
Unmittelbar über den Gräbern wurde eine Ansammlung von Keramikscherben, Feuerstein-Werkzeugen, Fragmenten von Menschen- und Tierknochen sowie Holzkohle entdeckt. An anderen Stellen der Hügelschüttung wurden weitere Keramikscherben, ein Spinnwirtel und eine Axt aus Felsgestein gefunden.

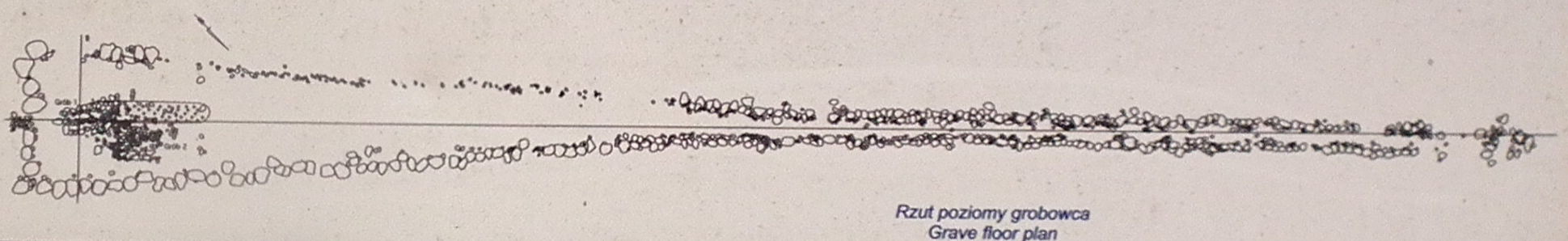
Grundriss von Grab 3

### Grab 4

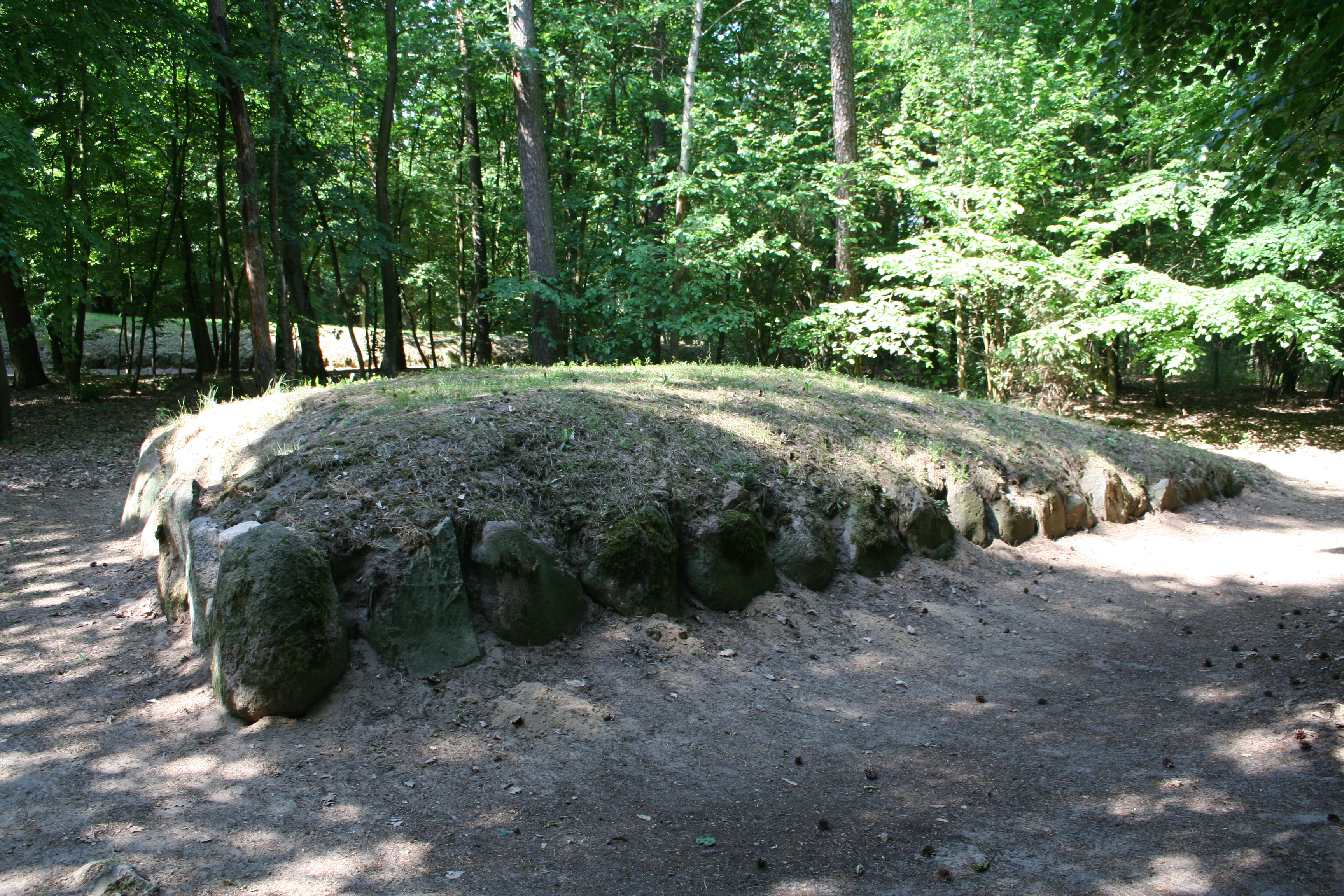
Grab 4

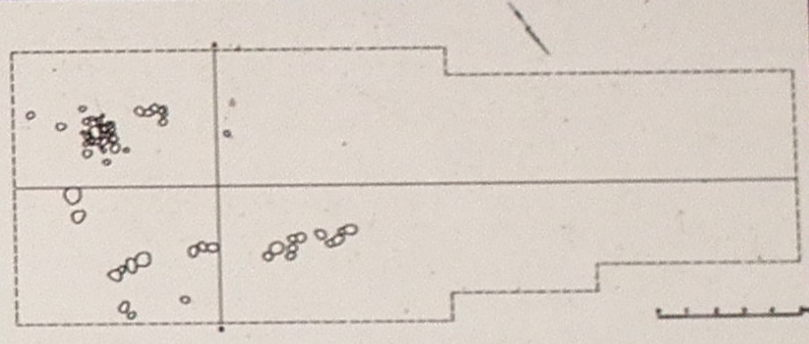
Grundriss von Grab 4

Grab 4 ist die kleinste der Anlagen von Wietrzychowice. Es besitzt einen nordwest-südöstlich orientierten Hügel in Form eines unregelmäßigen Dreiecks. Die Länge kann nicht mehr genau bestimmt werden und wird auf etwa 30 m geschätzt. Die Breite der Stirnseite beträgt 6,5 m. Die steinerne Umfassung ist schlecht erhalten und fehlt im Nordwesten vollständig. Ob die Stirnseite eine Lücke mit einem Eingang zu einer Kultkammer aufwies, lässt sich nicht mehr bestimmen. Durch eine bräunliche Verfärbung im ansonsten sandigen Boden zeichnete sich ein rautenförmiges Grab ab. Von der Bestattung waren nur noch ein Unterkiefer und ein Schädelfragment erhalten. Die Knochen gehörten einem etwa 30 Jahre alten Mann. Grabbeigaben wurden nicht gefunden. Aus der Hügelschüttung stammen etwa 40 Keramikscherben sowie Lehm-Bruchstücke, Holzkohle und eine Feuerstein-Klinge.

### Grab 5

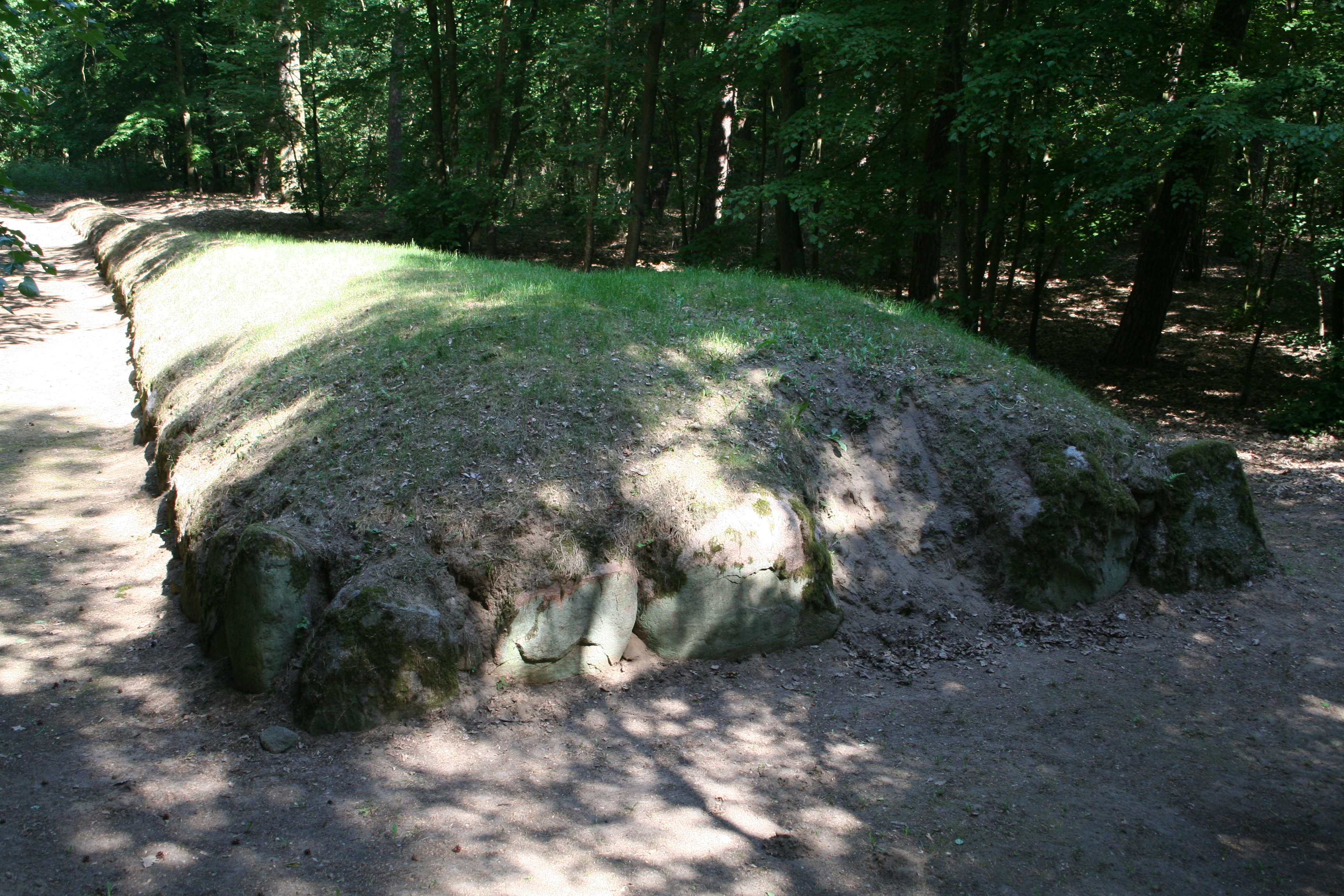
Grab 5

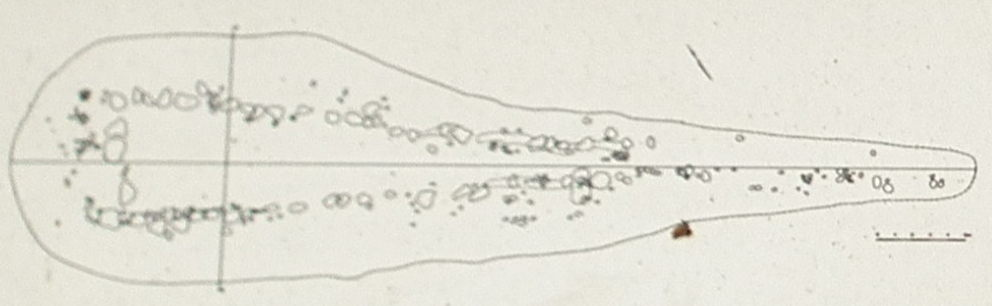
Grundriss von Grab 5

Grab 5 besitzt einen langgestreckten, nordwest-südöstlich orientierten dreieckigen Hügel. Der Hügel hat eine Länge von 47 m und eine Breite von 7,5 m an der südöstlichen Stirnseite. In der Mitte der Stirnseite fehlt ein Stein. Vermutlich befand sich hier der Eingang zu einer hölzernen Kultkammer. In dem Hügel befand sich eine 3,75 m lange und 3 m breite Grabkammer, die 0,3 m in den Boden eingetieft war. In der Kammer waren zwei Männer von etwa 35 bzw. etwa 50 Jahren bestattet worden. Beide lagen etwa 1 m voneinander entfernt in gestreckter Rückenlage mit dem Kopf im Nordwesten. Beide Männer wiesen an den Schädeln verheilte Spuren von Trepanation auf. Am Kopf eines der Bestatteten lag ein Stück Kalkstein. Aus der Hügelschüttung stammen über 100 Keramikscherben, Lehm-Bruchstücke und ein Keulenkopf aus Granit.

## Filme
- Krzysztof Paluszyński: Megaliths – the 5,500 year old story. PalFilmStudio, Posen 2018. In: YouTube. 21. Januar 2019, abgerufen am 2. Dezember 2020.